# جين بيرسون
جين بيرسون (بالإنجليزية: Gene Persson)‏ هو مخرج وممثل أمريكي، ولد في 12 يناير 1934 في الولايات المتحدة، وتوفي بنفس المكان في 6 يونيو 2008 بسبب نوبة قلبية.

## وصلات خارجية
- جين بيرسون على موقع IMDb (الإنجليزية)
- جين بيرسون على موقع أول موفي (الإنجليزية)
- جين بيرسون على موقع قاعدة بيانات برودواي على الإنترنت (الإنجليزية)
- جين بيرسون على موقع قاعدة بيانات الأفلام السويدية (السويدية)
- جين بيرسون على موقع قاعدة بيانات الفيلم (الإنجليزية)
- جين بيرسون على موقع كينوبويسك (الروسية)